# 安楽寺 (東京都港区芝一丁目)
安楽寺（あんらくじ）は、東京都港区にある浄土真宗本願寺派の寺院。なお、当寺の約200メートル西南西の同区芝2丁目に同名の寺がある。そちらの寺も浄土真宗本願寺派である。混同を避けるため、当寺の旧地名が「金杉浜町」だったことから「浜の安楽寺」とも呼ばれている。

## 歴史
1582年（天正10年）、釈良信の開基である。
1923年（大正12年）の関東大震災では、本堂を焼失したが、1945年（昭和20年）の空襲では空襲の被害を免れることができた。
2020年（令和2年）より、新型コロナウイルスの大流行もあり、オンライン法要を開始した。

## 交通アクセス
- 芝公園駅より徒歩8分。